# بين بيتون
بين بيتون (بالعبرية: בן ביטון‏) (3 يناير 1991 ببات يام في إسرائيل - ) هو لاعب كرة قدم إسرائيلي في مركز الدفاع. لعب مع نادي هبوعيل بئر السبع ونادي هبوعيل تل أبيب وسقصيا نيس زيونا ‏ ونادي هبوعيل نوف هجليل.

## وصلات خارجية
- بين بيتون على موقع الاتحاد الأوربي (الإنجليزية)
- بين بيتون على موقع قاعدة بيانات كرة القدم.إي يو (الإنجليزية)
- بين بيتون على موقع ناشيونال فوتبول تيمز (الإنجليزية)
- بين بيتون على موقع Soccerway.com (الإنجليزية)
- بين بيتون على موقع AS.com (الإسبانية)